# غاو خفت (قلعة خواجة)
غاو خفت (بالفارسية: گاوخفت) هي منطقة سكنية تقع في إيران في قسم قلعة خواجة الريفي.